# Vít Beran
Vít Beran je pedagog a od roku 2007 ředitel Základní školy Kunratice. S jeho ředitelstvím je spojován vzestup této školy a zásadní zvýšení její kvality.

## Život
Svou profesní dráhu zahájil v roce 1982 v Základní škole Libčická v Praze 8. V roce 1992 se stal ředitelem Fakultní základní školy Pedagogické fakulty UK v Praze. Působil také jako ředitel Základní školy Táborská v Praze 4-Nuslích. Zde čelil podezřením za fyzické tresty vůči několika žákům. České školní inspekci potvrdil „že mu někdy ujely nervy".
Od února 2007 vede základní školu Kunratice ve stejnojmenné městské částí. Ta je fakultní školou pedagogické a přírodovědecké fakulty Univerzity Karlovy. ZŠ Kunratice se i díky němu stala pilotní-modelovou školou projektu Pomáháme školám k úspěchu, byla zařazena do sítě Škola podporující zdraví a získala titul Ekoškola.
Působí jako průvodce v programu Ředitel naživo, věnovaném zdokonalování ředitelů škol. Účastní se diskusí o změnách školství. Beran působil též jako člen poradního sboru ministryně školství. Je dlouholetým členem redakční rady Učitelský listů a editor publikací Nakladatelství Dr. Josef Raabe. Publikoval také několik textů a publikací v oblasti pedagogiky. Od roku 2009 je Beran členem expertní rady projektu Pomáháme školám k úspěchu.

## Osobní život
Je ženatý, má čtyři děti. Má rád přírodu a turistiku.